# Spell of Iron MMXI
Spell of Iron MMXI es el noveno álbum de estudio de la banda finlandesa de heavy metal Tarot que fue lanzado en Finlandia el 6 de abril de 2011, este álbum es un regrabado de su primer álbum de estudio Spell of Iron para celebrar su 25 aniversario desde que la banda saco a la luz su primer álbum de estudio.

## Lista de canciones[1]
1. Midwinter Nights -(4:15)
2. Dancing on the Wire -(3:34)
3. Back in the Fire -(4:58)
4. Love's Not Made For My Kind -(6:20)
5. Never Forever - (2:50)
6. Spell of Iron -(4:38)
7. De Mortui Nil Nisi Bene -(3:35)
8. Pharao -(3:26)
9. Wings of Darkness -(3:27)
10. Things That Crawl At Night -(5:03)
11. Iwalk Forever live (bonus track)

## Créditos
- Marco Hietala – Vocalista, bajo
- Zachary Hietala – Guitarras
- Janne Tolsa – Teclado
- Pecu Cinnari – Batería
- Tommi Salmela – Vocalista, teclados de respaldo